# تجمع شعب البير (القطن)

تعديل مصدري - تعديل

تجمع شعب البير هي إحدى قرى عزلة وادي سر بمديرية القطن التابعة لمحافظة حضرموت، بلغ تعداد سكانها 84 نسمة حسب تعداد اليمن لعام 2004.